# Svalsta, Nynäshamns kommun
Svalsta är en småort i Sorunda socken i Nynäshamns kommun i Stockholms län. Svalsta ligger sydöst om Grimsta.